# Івата Сатору
Сатору Івата (яп. 岩田 聡; 6 грудня 1959, Саппоро — 11 липня 2015, Кіото) — четвертий президент і генеральний директор компанії Nintendo, який змінив у 2002 році на цій посаді Хіросі Ямауті.

## Біографія
Народився в місті Саппоро, Японія. Демонструвати інтерес до створення відеоігор почав ще в ранні роки. Після закінчення коледжу у 1982 році Івата був прийнятий до компанії HAL Laboratory, де у 1983 став координатором з виробництва програмного забезпечення. Він брав участь у розробці таких ігор як Balloon Fight, EarthBound і Kirby. У 1993 році Івата став президентом HAL.
У 2000 році Івата обійняв посаду глави корпоративного планового відділу у компанії Nintendo. У наступному році він був відповідальним за стратегію компанії під час випуску ігрової приставки GameCube, яка допомогла збільшити продажі компанії до кінця фінансового року на 41%. У 2002 році Івата змінив на посаді президента Хіросі Ямауті, який перебував на цій посаді з 1949 року, ставши четвертим президентом компанії. У той же час він продовжував роботу в компанії HAL, працюючи над персонажами серії Kirby. Одним з останніх його проектів є ігрова приставка Wii. Також Івата брав участь в створенні ігор з серії The Legend of Zelda, Mario і Animal Crossing. У червні 2014 року під час планового медичного огляду була виявлена пухлина в жовчному протоці Івати. Його було видалено, і Івата повернувся до роботи в жовтні того ж року. Проблема знову виникла у 2015 році, і 11 липня Івата помер у віці 55 років від ускладнень. Члени ігрової індустрії та шанувальники пропонували вшанування через публічні оголошення та соціальні мережі, а шанувальники по всьому світу встановили тимчасові пам’ятні знаки. Івата був посмертно нагороджений премією за досягнення за життя на церемонії вручення нагород Golden Joystick Awards 2015 та D.I.C.E. Awards.
Помер 11 липня 2015 року.

## Раннє життя
Сатору Івата народився 6 грудня 1959 року і виріс у Саппоро, Японія, де його батько служив префектурою. Протягом усієї середньої та старшої школи Івата в різний час демонстрував лідерські якості через службу на посаді президента класу, голови студентської ради та президента клубу. Його перший досвід роботи з комп’ютерами був у середній школі з демо -комп’ютером, який використовував телефонні лінії. Івата відвідував метро Саппоро і грав у просту числову гру під назвою Гра 31, поки він не освоїв її. Заощадивши гроші на митті посуду та деяку додаткову допомогу від батька, Івата придбав у 1974 р. Перший програмований калькулятор HP-65. Після вступу в південну середню школу Хоккайдо Саппоро у квітні 1975 р. Він почав розробляти власні ігри. протягом молодшого курсу. У кількох простих ігрових іграх, таких як Волейбол та Ракетна атака, використано електронний калькулятор, яким він поділився зі своїми однокласниками.
Він отримав свій перший комп'ютер - Commodore PET у 1978 році.  Він розібрав і вивчив машину з бажання зрозуміти її. На комп’ютері випадково був центральний процесор (MOS 6502), подібний до того, який використовувався Nintendo для Nintendo Entertainment System (NES) - ігрової консолі, для якої він пізніше розробив ігри. Після закінчення середньої школи Івата був прийнятий у Токійський технологічний інститут у квітні 1978 року, де він отримав спеціальність інформатика. Томохіко Уемацу, професор інженерії, відзначив, що Івата володіє програмним забезпеченням, і зауважив, що Івата міг писати програми швидше і точніше, ніж будь -який з його інших студентів. Під час навчання у школі він був одним із кількох неоплачуваних інтернів у Commodore Japan, допомагаючи головному інженеру дочірньої компанії Яшу Теракурі у вирішенні технічних завдань та завдань із розробки програмного забезпечення. Однією з його основних причин прийняття на роботу було більше часу проводити за комп’ютерами та дізнаватися про деталі, відкрито доступні для громадськості. Пізніше Теракура буде служити наставником Івати, навчаючи його апаратній інженерії, щоб доповнити вже великі знання програмного забезпечення Івати. Івата та кілька його друзів зняли квартиру в Акіхабарі та незабаром створили клуб, де вони створюватимуть та кодуватимуть ігри. Однокласники, які живуть у сусідніх квартирах, називали кімнату Івати як «Ігровий центр Івата». Він часто показував свої ігри комп’ютерному відділу універмагу Сейбу, і до 1980 року група співробітників запросила його приєднатися їхня компанія, HAL Laboratory, Inc.

## Лабораторія HAL
Під час навчання в університеті Івата працював у лабораторії HAL як програміст за сумісництвом у 1980 р.Серед їх перших творів - периферійний пристрій, який давав змогу старим комп’ютерам відображати графіку для відеоігор. За допомогою цього пристрою Івата та члени HAL створили кілька ігор, які були "прямими викраденнями Namco's Rally-X, Galaxian та інших". HAL стала першою компанією, яка встановила з Namco ліцензію на розробку ігор. Він приєднався до компанії на повний робочий день після закінчення навчання в 1982 році, ставши її п'ятим співробітником і єдиним програмістом. Приблизно в той же час батько Івати був обраний мером Мурорана. Незважаючи на його пристрасть, сім'я Івати не схвалювала його вибір професії, і його батько не спілкувався з ним протягом шести місяців після того, як Івата приєднався до HAL.
Івата став координатором компанії з виробництва програмного забезпечення в 1983 році, за цей час він допоміг HAL налагодити відносини з Nintendo, щоб вони могли виробляти ігри для своєї нещодавно випущеної Nintendo Entertainment System. Він сам подорожував до Кіото, щоб попросити дозволу працювати над іграми для NES, чого Nintendo зобов’язав. Його першою комерційно опублікованою грою був Joust for the NES - порт аркадної гри 1982 р. Інші відеоігри, над якими він працював, - це «Повітряна боротьба», NES Open Tournament Golf, EarthBound та ігри Кірбі. Спочатку Nintendo зв’язалася з кількома іншими розробниками для виробництва Open Tournament Golf; проте всі вони відмовились, оскільки не вірили, що велика кількість даних може зберігатися в картриджі NES. Івата скористався цією можливістю і "необачно" активізував розробку гри. Це виявилося особливо оподатковуючим, оскільки Івата повинен був створити власний метод стиснення даних, щоб вмістити всі 18 курсів у гру. Аналогічно, HAL довелося запрограмувати прокрутку паралаксу для F-1 Race, оскільки апаратне забезпечення NES спочатку не підтримувало його.

## Nintendo

### Ранні роки (2000-2002)
У 2000 році Івата приєдналася до Nintendo як керівник її відділу корпоративного планування і зайняла місце в раді директорів. Протягом наступних двох років він прагнув зменшити вартість і тривалість розробки ігор, зберігаючи при цьому якість.  Протягом перших двох років роботи в Nintendo компанія побачила збільшення прибутку на 20 і 41 відсотки, що принаймні частково пов'язано з його роботою. Коли Ямаучі, президент компанії з 1949 року, пішов у відставку 24 травня 2002 року, Івата став благословенням Ямаучі четвертим президентом Nintendo. Він був першим президентом Nintendo, не пов'язаним з родиною Ямаучі через кров або шлюб з часу її заснування у 1889 році. Ямаучі залишив компанію в руках Івати з останнім проханням: "щоб Nintendo породила абсолютно нові ідеї та створила апаратне забезпечення, яке відображало б цей ідеал. І створити програмне забезпечення, яке б відповідало цьому стандарту". Івата успадкував компанію, що пропагувала індивідуальність , з політикою, встановленою Ямаучі для створення нових позицій для розвитку у міру необхідності. Однак це гальмувало ефективну співпрацю між певними департаментами.
На момент просування Iwata Nintendo, хоча і була прибутковою компанією, не працювала так добре, як інші виробники консолей. Нещодавно випущений GameCube був поганим у порівнянні з конкурентами, а Sony PlayStation 2 та Microsoft Xbox перевершили його. Його президентство також прийшло на початку популяризації ігор в Інтернеті, і Nintendo ще не просунувся в цю сторону ринку. Він обережно підійшов до цього питання, заявивши: "Ми не негативно ставимося до ідеї виходу в Інтернет. Ми просто практичні". Він також підтримував відносини між Nintendo та Capcom, що покращило привабливість GameCube. Під час інтерв'ю в 2002 році Івата заявив, що відчуває, що ігрова індустрія стає занадто ексклюзивною, і він хоче розробити обладнання та ігри, які припадуть до смаку всім гравцям, а не зосереджуються на першій лінії графіки.
Однією з його перших дій на посаді президента була зустріч безпосередньо з 40 керівниками відділів компанії та 150 іншими працівниками. Це різко контрастувало з практикою Ямаучі рідко зустрічатися з працівниками і, як правило, проводити єдину щорічну промову. Шигеру Міямото описав попередню ділову атмосферу як "задушливу" і заявив, що Івата "покращив вентиляцію". Івата чітко усвідомлював, що його посада президента не забезпечить виконання його співробітниками, і прагнув спілкуватися з ними на особистому рівні. Якби співробітники не погоджувалися з його думкою, Івата запропонував би їм слідувати їхній ідеї, а не його власній, заявивши, що "творці лише вдосконалюються, ризикуючи". Поряд із підвищеним рівнем взаємодії, Iwata також принесла більше даних та науки в бізнес -аспект компанії. Тоді як Ямаучі приймав рішення на основі інтуїції та досвіду, Івата висунув гіпотези, навантажені даними, щоб передати свою позицію. Івата також просунув Міямото, Геньо Такеду, Йошіхіро Морі та Сінджі Хатано до представників директорів у раді директорів компанії, зрівнявши його власну посаду.

### Пожвавлення компанії (2003-2009)
Після свого інтерв'ю 2002 року Івата підкреслив актуальність на ігровому ринку у своєму головному виступі на Токійському ігровому шоу 2003 року. Під час цієї промови він замислився над історією галузі та зробив висновок про зниження інтересу до відеоігор. Падіння продажів на японському ринку почалося в кінці 1990 -х років і тривало до початку 2000 -х років. Конкуренція між Nintendo та Sony призвела до того, що консолі ставали все більш важкими; проте Nintendo 64 виявився надто громіздким для розробників, а програмне забезпечення зазнало серйозних потерпілих. Після річного аналізу, проведеного за вказівкою Івата, Nintendo дійшла висновку, що просування обладнання не є найефективнішим способом просування відеоігор, і вирішила зосередитися на програмному забезпеченні. Велика внутрішня реорганізація Nintendo відбулася в 2004 році, коли Івата об'єднав різні департаменти, створені при Ямаучі. Він прагнув сприяти спільній роботі у всій компанії. Пізніше він заснував "Проект розширення користувачів" у 2005 році, за допомогою якого співробітники, які зазвичай не пов'язані з розробкою ігор, подавали б ідеї щодо нових ігор.
В інтерв'ю в березні 2004 року Івата заявив: "Ігри зайшли в глухий кут". Він підкреслив, що розробники витратили занадто багато часу, зосереджуючись на основних геймерах, і не змогли б отримати прибуток, якби вони не прагнули середній гравець. Крім того, він хотів довести, що Nintendo, яка на той час вважалася "консервативною" компанією, стане передовим новатором розваг. Івата сформулював стратегію "блакитного океану", щоб допомогти Nintendo успішно конкурувати з іншими виробниками консолей. Замість того, щоб конкурувати з технічними характеристиками, Івата спирався на свій попередній досвід як розробника ігор для виробництва нового та цікавого обладнання та ігор.

### Товари якості життя
Починаючи з впровадженням Wii у 2006 році, Івата зосередився на розробці продуктів, які покращили якість життя. Серія Wii Fit, концептуалізована Міямото , уособлює цей рух. На виставці E3 2009 Івата показав розробку додаткового продукту для Wii: датчика життєдіяльності Wii. Прилад вимірював функції вегетативних нервів, а саме пульс, і включав отримані дані до продуктів релаксації.Івата розглядав пристрій як продовження стратегії "блакитного океану", сформульованої раніше. Він зазначив, що ринок контролю руху перетворюється на "червоний океан", внаслідок чого занадто багато компаній наситять ринок і обмежують прибуток. Датчик життєздатності був розроблений в надії на створення нового способу взаємодії з відеоіграми та продовження історії інновацій Nintendo. Проте тестування прототипу пристрою дало менш бажані результати, і Nintendo відклала випуск продукту на невизначений термін до 2013 року.
У січні 2014 року Iwata оприлюднила десятирічну стратегію для компанії, яка базується на продуктах якості життя.Ціллю став новий ринок поза межами відеоігор.Розроблений у партнерстві з доктором Ясуйосі Ватанабе та ResMed, першим пристроєм у цій ініціативі був датчик втоми та недосипу, оголошений у жовтні 2014 року. На відміну від датчика життєздатності, датчик сну мав бути окремим продуктом, який не потребував би носити. Після смерті Івати в липні 2015 року аналітики поставили під сумнів, чи продовжить Nintendo ініціативу щодо якості життя. Незважаючи на запланований випуск у Сполучених Штатах у березні 2016 року, деякі вважали, що продукт був тимчасово відкладений, а інші вважали, що продукт був відкладений на невизначений термін, як і датчик життєздатності до нього. Пристрій було офіційно припинено до лютого 2016 року; однак Тацумі Кімісіма заявив, що дослідження якості продуктів життя будуть продовжуватися. Продукти на базі Nintendo, такі як Nintendo Switch, розроблені для заохочення використання в дорозі та спілкуванні в соціальних мережах, мобільна гра з доповненою реальністю Pokémon Go, яка вимагає подорожей поза домом, та її доповнення Pokémon Sleep, що працює на основі режиму сну гравця,-все це продовження ініціативи Івата щодо якості життя. Гра Switch Fit Adventure, яка включає аксесуари, які дозволяють гравцям маніпулювати грою за допомогою фізичних вправ, розглядається як наступник Wii Fit і продовжує програму забезпечення якості життя.

### Фінансовий спад (2010–2014)
Подальші апаратні підрозділи під час перебування Івата, включаючи Nintendo 3DS та Wii U, були не такими успішними, як DS та Wii, і з 2010 року фінанси Nintendo почали знижуватися. На етапі розробки 3DS, портативного пристрою зі стереоскопічним 3D без необхідності аксесуарів, Івата заявив, що його технологічний досвід допоміг тримати інженерів Nintendo в курсі. Було сподівання, що наступник Nintendo DS відновить активність компанії після того, як прибуток почав падати. Однак слабкі продажі після виходу Nintendo 3DS призвели до того, що акції компанії впали на 12 відсотків 29 липня 2011 р. Погані продажі консолі спричинили зниження ціни в серпні з початкової ціни від 250 до 170 доларів США. Продажі 3DS постійно падали нижче очікувань. Пізніше Івата зізнався у 2014 році, що він неправильно прочитав ринок і не мав належного обліку за зміною способу життя з моменту запуску Wii. Незважаючи на зниження популярності, він постійно зосереджувався на сімейно-орієнтованих іграх.
Wii U, випущений у листопаді 2012 року , був проданий нижче собівартості, оскільки Nintendo сподівалася на посилення продажів програмного забезпечення для зменшення поточних втрат. Додавання HD -графіки, функції, якої немає в оригінальній Wii, створило несподіване навантаження на команди розробників і призвело до затримок програмного забезпечення. Розчарування споживачів посилювалося тим, що Iwata не цікавився такими конкурентами, як Microsoft та Sony , обидва зіткнулися з подібними проблемами під час випуску Xbox 360 та PlayStation 3 відповідно. Пол Тассі з Forbes стверджував, що Nintendo могла б більш ефективно впоратися зі зміною, взявши уроки з переходу Microsoft та Sony на HD -графіку. Зрештою, консоль не виправдала очікувань продажів і стала найбільш повільно продаваною платформою Nintendo, де до червня 2015 року було продано 9,5 мільйонів одиниць. Міямото пояснив неясні продажі публічним непорозумінням концепції та функціональності консолі. Пізніше Івата визнав консоль невдалою як наступниця Wii, оскільки ігри не змогли продемонструвати помітну оригінальність у Wii U. Невдачі 3DS та Wii U спонукали Міцусіге Акіно з компанії Ichiyoshi Asset Management Co. запропонувати Іваті піти у відставку зі своєї посади.
Загальний чистий обсяг продажів Nintendo скоротився з піку в 1,8 трлн. ¥ (18,7 млрд. Дол. США) у 2009 р. До 549 млрд. (4,6 млрд. Дол. США) у 2015 р. Чисті збитки від доходу були понесені у 2012 та 2014 рр.  У 2010 році Nintendo показала, що Івата заробиd скромну зарплату в 68 мільйонів євро (770 000 доларів США), яка збільшилася до 187 мільйонів євро (2,11 мільйона доларів США) за рахунок премій за результативність. Для порівняння, Міямото отримав зарплату в розмірі 100 мільйонів євро (1,13 мільйона доларів США). Івата добровільно скоротив удвічі свою зарплату у 2011 та 2014 роках як вибачення за погані продажі, тоді як інші члени ради директорів Nintendo скоротили зарплати на 20-30 відсотків. Це також слугувало забезпеченню безпеки праці працівників Nintendo, запобігаючи звільненню працівників з метою покращення короткострокових фінансів. У 2012 році компанія зазнала перших операційних втрат з моменту виходу на ринок відеоігор більш ніж 30 роками раніше. Збитки тривали протягом наступних двох років, перш ніж компанія остаточно повернулася до прибутковості в кінці 2015 фінансового року.  Невеликий поворот в основному пояснюється блокбастерними іграми, такими як Pokémon Omega Ruby та Alpha Sapphire та Super Smash Bros. для Nintendo 3DS та Wii U.

## Хвороба і смерть
5 червня 2014 року Nintendo оголосила, що Івата не буде відвідувати E3 2014 через медичні проблеми. Івата 24 червня опублікував публічне повідомлення акціонерам про те, що минулого тижня він пройшов операцію з видалення пухлини в його жовчній протоці, виявленої під час планового фізичного огляду.  Після приблизно чотирьох місяців одужання після успішної операції він повернувся до роботи в жовтні. За цей час він втратив помітну кількість ваги, але заявив, що в результаті почувається здоровішим. Івата зробив свій перший публічний виступ у оголошенні Nintendo Direct 5 листопада, але виглядав "втомленим і блідим".Він, здається, взявся за це з кроком і оновив свої власні аватари Mii, що використовуються в апаратній частині Nintendo, у червні 2015 року, щоб відобразити свою стрункішу особистість. 28 січня 2015 року Івата захворів на високу температуру і підозрювалася на грип; зустріч з акціонерами була відповідно перенесена. Через деякий час після відвідування інших зборів акціонерів 26 червня Івата знову захворів і був госпіталізований  Незважаючи на госпіталізацію, Івата продовжував працювати через свій ноутбук у своєму ліжку та надавав відгуки про Покемонів Перейти до Цунекаду Ісіхари. Він помер через ускладнення пухлини 11 липня у віці 55 років. Nintendo оголосила про свою смерть наступного дня.
Прапори в штаб-квартирі Nintendo були знижені до половини персоналу 13 липня. Регіональні представництва Nintendo 13 липня вшанували день мовчання у всіх своїх акаунтах у соціальних мережах на згадку про Івату. Члени ігрової індустрії та шанувальники висловили свій сум у соціальних мережах через смерть Івати та подяку за його досягнення. Шанувальники встановили пам’ятні знаки по всьому світу, включаючи посольство Японії в Москві, Росія, та Nintendo World Store на Манхеттені, Нью -Йорк. ] Шухей Йосіда, президент SCE Worldwide Studios, заявив: "Я молюся, щоб містер Івата, який так багато сприяв розвитку ігрової індустрії, спочивав у мирі". Композитор і режисер Джунічі Масуда, найбільш відомий своєю творчістю. з іграми про покемонів написав у твіттері: "Він був людиною, яка розуміла покемонів, і чудовим лідером. Коли я днями завітав, йому було добре. Я буду молитися за його душу від щирого серця". 4 серпня Токійський технологічний інститут опублікував меморіальну заяву, в якій колишні однокурсники та професори Івати висловили свої спогади. На The Game Awards 2015 Реджі Філс-Еме висловив данину поваги Івате, назвавши його «безстрашним» і «унікальним, у повному значенні цього слова».